# Misso (plaats)
Misso is een plaats in de Estlandse gemeente Rõuge, provincie Võrumaa. De plaats heeft de status van groter dorp of ‘vlek’ (Estisch: alevik).
Tot in oktober 2017 was Misso de hoofdplaats van de gemeente Misso. In die maand werd de gemeente Misso opgedeeld tussen de gemeenten Setomaa en Rõuge. De plaats Misso ging naar Rõuge.

## Bevolking
De ontwikkeling van het aantal inwoners blijkt uit het volgende staatje:
| Jaar            | 2000 | 2011 | 2021 |
| --------------- | ---- | ---- | ---- |
| Aantal inwoners | 334  | 205  | 190  |

## Ligging
Misso ligt aan de Põhimaantee 7, een onderdeel van de Europese weg 77 (Pskov-Boedapest), en aan het meer Pulli järv.

## Geschiedenis
Misso ontstond in het begin van de jaren twintig van de 20e eeuw als nederzetting op het voormalige landgoed Misso (Duits: Illingen). De plaats waar het landhuis van dat landgoed heeft gestaan bevindt zich in het dorp Missokülä ten noordoosten van Misso. Misso werd voor het eerst vermeld in 1923; de nederzetting lag tussen de dorpen Pulli en Lemmätsi in en werd gebouwd rond een gemeenschapshuis en een basisschool, die er al stond sinds 1753. De plaats groeide voor Estische begrippen snel en was al spoedig groter dan de omringende dorpen. In 1977 werden Lemmätsi en een groot deel van Pulli bij Misso gevoegd, dat de status van vlek (alevik) kreeg.

## Foto's

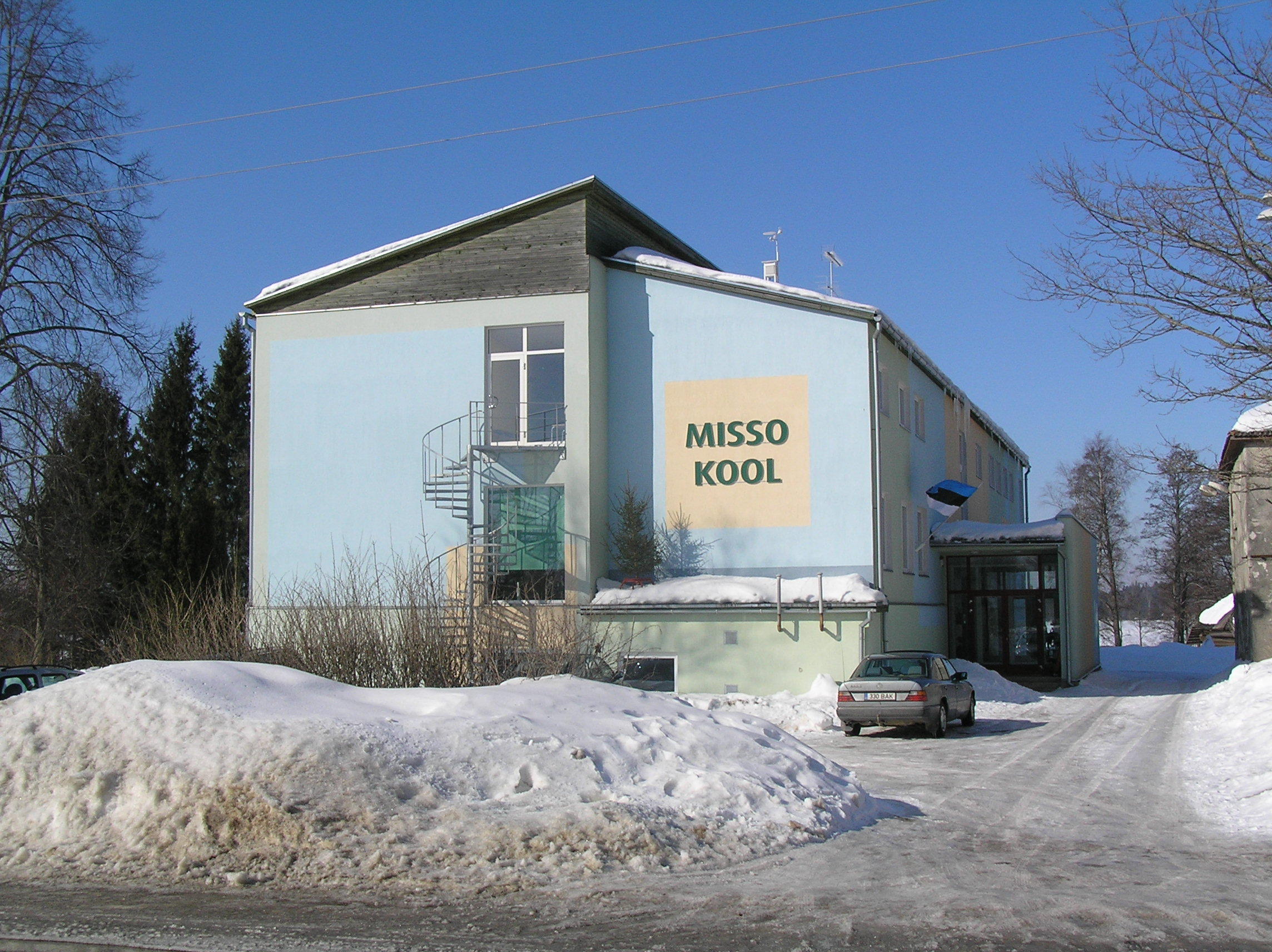
De school van Misso
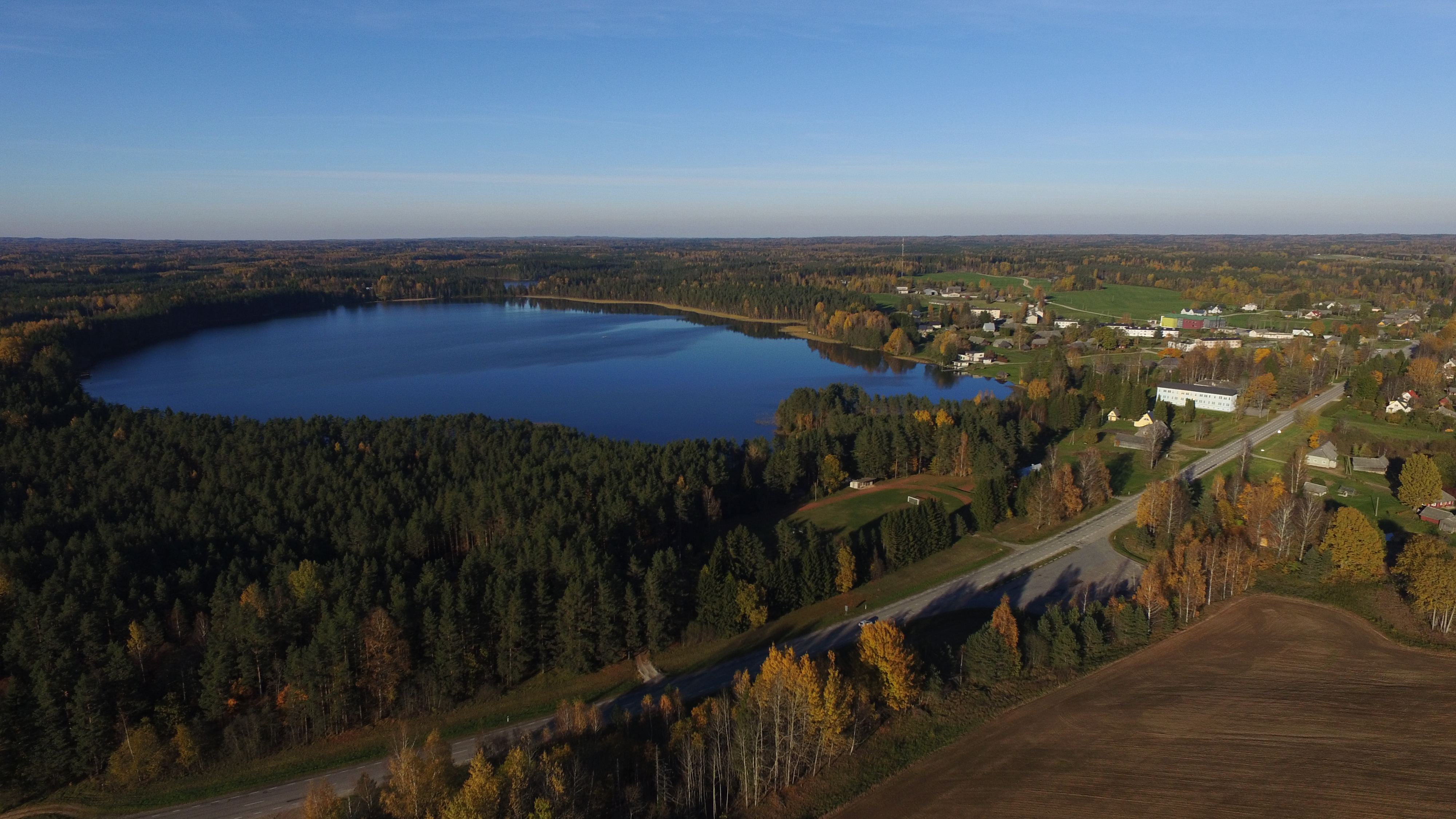
Luchtfoto van het Pulli järv met Misso
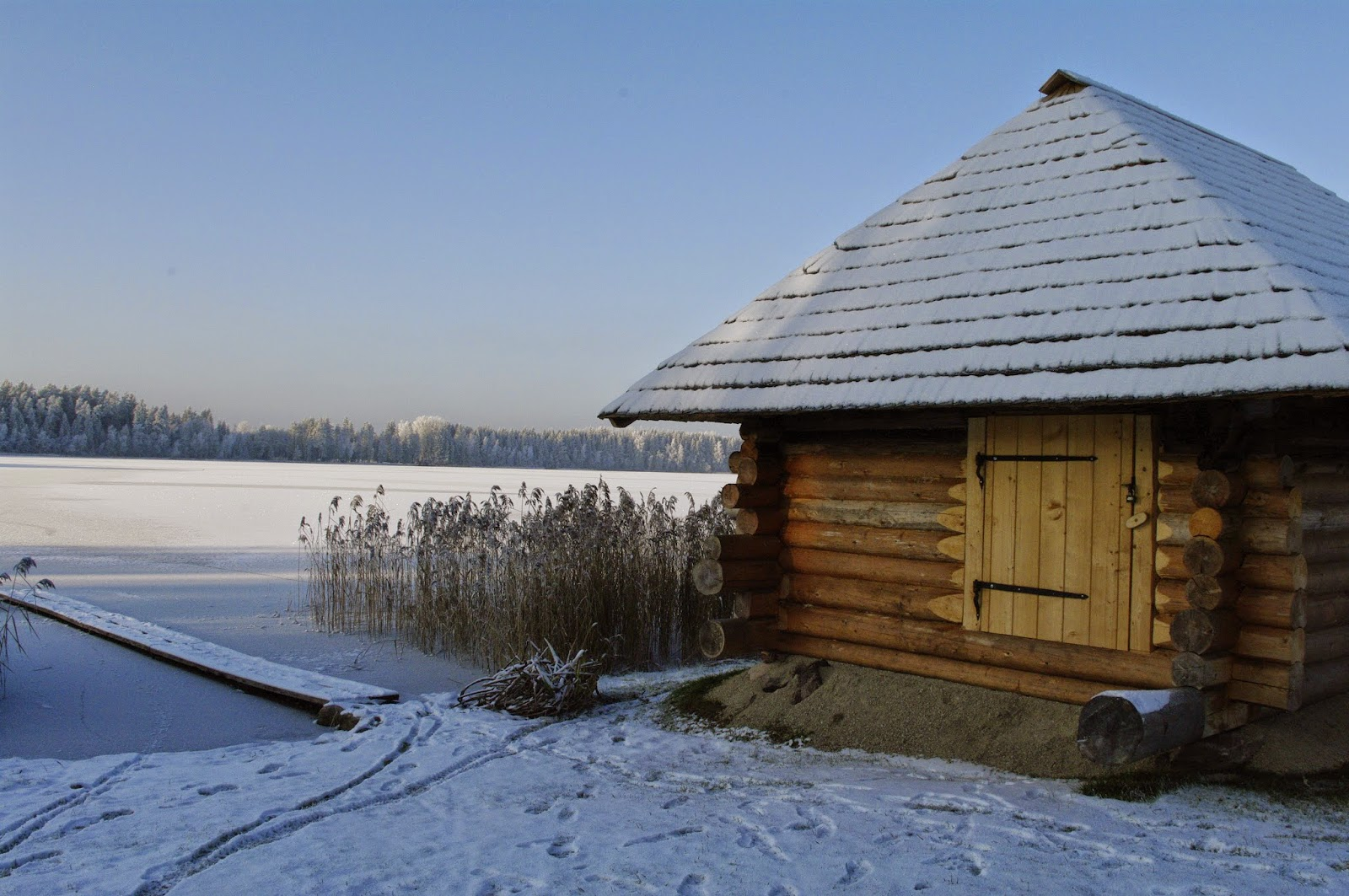
Sauna bij het (winterse) Pulli järv